# Bertsdorf-Hörnitz
Bertsdorf-Hörnitz là một đô thị trong huyện Görlitz, bang tự do Sachsen, nước Đức. Đô thị Bertsdorf-Hörnitz có diện tích 17,98 km², dân số thời điểm ngày 31 tháng 12 năm 2005 là 2503 người.